# 너
너는 상대를 직접 부를 때에 사용하는 한국어의 2인칭 대명사이다.

## 문법
표준 한국어 문법에서는 '너' 뒤에 주격 조사 '가'가 붙는 경우, '너'를 '네'로 바꾸어 '네가'라고 쓴다. 이 경우 이인칭 '네'와 일인칭 '내'의 발음의 구분이 어려워서 '네가'를 '니가'로 발음하는 경우가 많다. 실생활에서는 불규칙 변화를 적용하지 않고 '너가'라고 쓰기도 한다.

## 같이 보기
- 2인칭